# USol Serie K

La Serie K es una familia de UAVs producida por Unmanned Solutions, formada por los siguientes modelos:
- K50: Sistema ligero para investigación y desarrollo.

El K50 es el vehículo de menores dimensiones de la familia. Con 50 kg de peso máximo al despegue y cuatro metros de envergadura ha sido desarrollado especialmente para cubrir las necesidades de centros de investigación que quieran utilizar sistemas no tripulados para la realización de ensayos en vuelo con un presupuesto contenido.
El K50 está construido con materiales mixtos: El fuselaje es de fibra de vidrio y las alas, de cuatro metros de envergadura, son de materiales compuestos. Dispone de un alternador de hasta 600 W, adecuado para alimentar equipos de experimentación.
Tiene una carga útil de 20 kg y una capacidad de 20 litros de combustible lo que le permite alcanzar hasta 5 horas de autonomía.
- K100: Sistema táctico ligero de gran versatilidad

El K100 es el modelo intermedio de la nueva familia, constituyendo un excelente sistema táctico para usos generales. Tiene un peso máximo al despegue de alrededor de 100 kg y dos configuraciones de 5 y 6 metros de envergadura. Sustituye al exitoso sistema K2B lanzado en el 2010.
En su mayor configuración puede transportar hasta 40 kg de carga útil con un techo máximo de 5.000 m.
El K100 está fabricado íntegramente en fibra de carbono, incorporando actuadores certificados de calidad aeronáutica, alternador eléctrico de 2.000 W de potencia, paracaídas de emergencia balístico, sistema de frenos hidráulicos y sistema de iluminación certificado.
Dispone de un sistema flexible de combustible con depósitos internos y externos bajo las alas con una capacidad de hasta 50 litros de combustible lo que permite superar las 12 horas de autonomía.
- K130: MALE ligero.

El K130 constituye un nuevo concepto en los sistemas no tripulados. Con un techo de 6500 m y una autonomía superior a 20 horas compite con sistemas MALE con un tamaño y coste muy superior.
El K130 comparte la mayor parte de las características del resto de modelos de alta gama de la familia, si bien las necesidades de optimización necesarias para alcanzar sus prestaciones MALE limitan la posibilidad de utilizar alguna de las opciones disponibles en los otros modelos.
El K130 es un sistema adecuado para la realización de misiones de reconocimiento de grandes extensiones durante largo tiempo.
- K150: UAV Táctico de elevadas prestaciones

El K150 es el mayor sistema de la familia con 150 kg de peso máximo al despegue de los que hasta la mitad, 75 kg, pueden ser utilizados para la carga útil, ofreciendo con ello la mejor relación del mercado.
Con un equipamiento similar al del K100, ofrece unas prestaciones adecuadas para misiones de vigilancia y reconocimiento de larga duración, utilizando sensores de dimensiones considerables con una bodega de carga configurable con un volumen de hasta 150 litros que puede ser complementada mediante seis puntos de anclaje en sus alas de 6 metros de envergadura.
Cuenta con un volumen de combustible de hasta 80 litros utilizando depósitos internos y externos lo que le permite una autonomía superior a 18 horas y tiene un techo de 6.000 m.
Otra novedad importante es el sistema de gestión electrónico de motor (PEMS) desarrollado por Unmanned Solutions, para complementar su nueva planta motriz SHERPA de 230 cc y una potencia de 20 kW, cuyos ensayos en vuelo se han desarrollado exitosamente a lo largo del pasado invierno.

### Listas relacionadas
- Anexo:Vehículos aéreos no tripulados